# Pierre Subleyras
Pierre Subleyras né le 25 novembre 1699 à Saint-Gilles et mort le 28 mai 1749 à Rome est un peintre français.

## Biographie

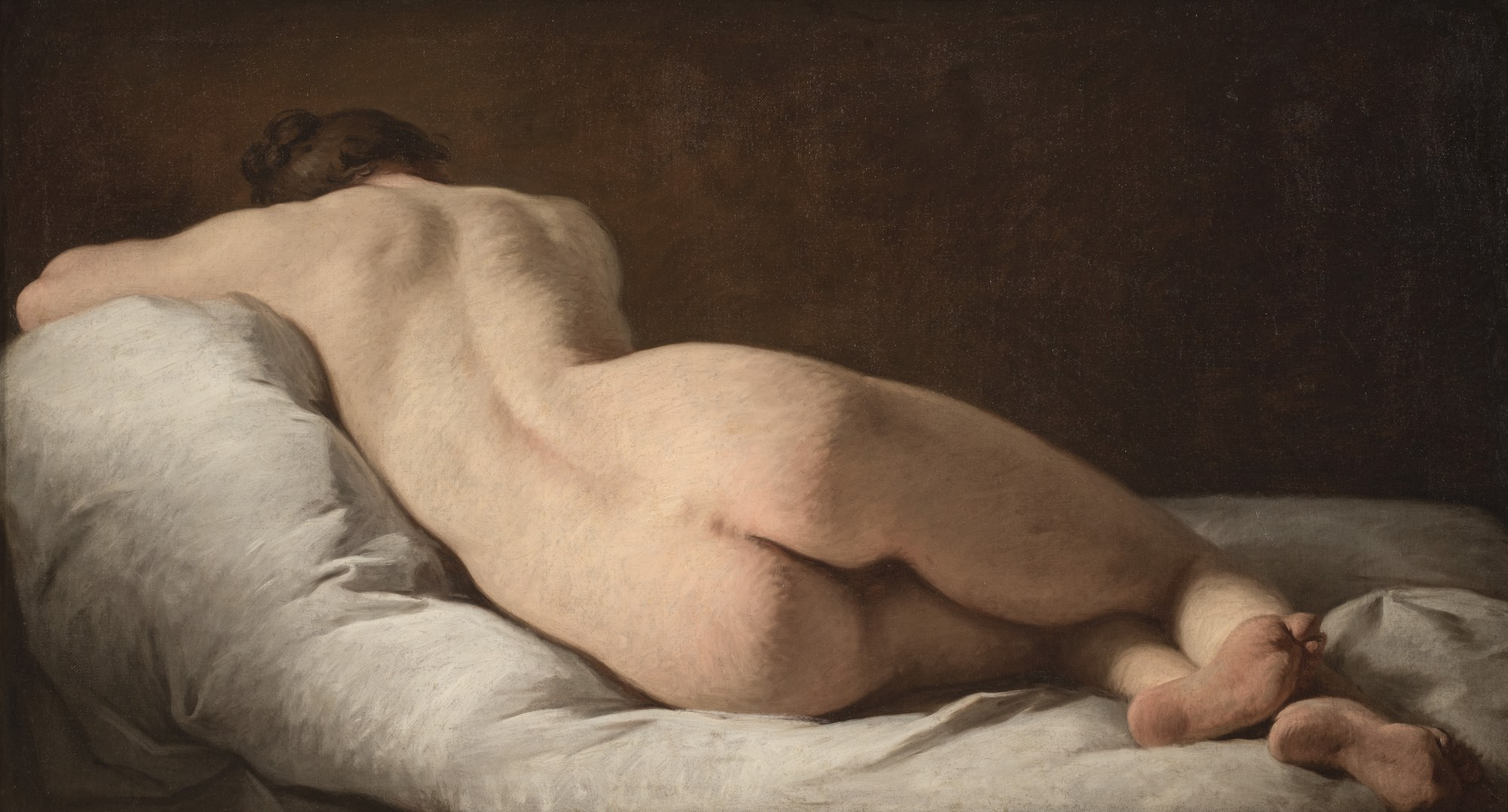
Nu féminin vu de dos, vers 1732, Rome, galerie nationale d'Art ancien.

Fils d'un peintre d'Uzès, né la même année que Chardin, Pierre Subleyras appartient à la désormais fameuse « génération de 1700 » qui compte dans ses rangs François Boucher, Charles-Joseph Natoire, Edmé Bouchardon ou Carle van Loo pour ne citer que certains des plus célèbres. Après une période d'apprentissage auprès d’Antoine Rivalz à Toulouse, de laquelle on conserve encore quelques œuvres qui témoignent déjà de son talent, il se rendit à Paris en 1726. L'année suivante, Subleyras remporta le grand prix de peinture de l'Académie royale de peinture et de sculpture avec Le Serpent d'airain (musée des Beaux-Arts de Nîmes) ce qui lui permit de partir pour Rome en 1728 où il fut pensionnaire, jusqu'en 1735, de l’Académie de France, alors installée au palais Mancini. Marié à Maria Felice Tibaldi, une miniaturiste romaine qui reproduisit souvent ses œuvres, il vécut dans la Ville Éternelle jusqu’à sa mort en 1749 et ne retourna jamais en France. Arrivé à Rome à 29 ans, déjà en pleine possession de son art, Subleyras obtint rapidement d'importantes commandes, d'abord dans le domaine du portrait puis en tant que peintre d'histoire. Son art fut notamment apprécié par les représentants des principaux ordres religieux qui lui commandèrent de grandes compositions. Le Repas chez Simon (Paris, musée du Louvre), peint en 1737 pour l'ordre des chanoines réguliers du Latran afin d'orner le réfectoire de leur couvent d'Asti, en est l'un des exemples les plus précoces.
Parmi les commandes prestigieuses qu'il reçut, on compte celle, en 1740, du portrait du pape Benoît XIV — dont il existe plusieurs versions, au musée Condé de Chantilly, à l'archevêché de Besançon, à la pinacothèque de Ferrare et au château de Versailles —, auquel il fut recommandé par le cardinal Silvio Valenti-Gonzaga. Il passa alors sous la protection du souverain pontife ce qui lui permit d'obtenir, en 1743, sa commande la plus prestigieuse : une immense toile représentant Saint Basile célébrant la messe de rite grec devant l'empereur Valens, arien pour la basilique Saint-Pierre de Rome. Achevée en 1747 et exposée le 16 janvier dans la basilique, l'œuvre connut un très grand succès et fut aussitôt transcrite en mosaïque. Elle est aujourd’hui conservée à Sainte-Marie-des-Anges. Avec Simon Vouet, Nicolas Poussin et Valentin de Boulogne, Subleyras est le quatrième et dernier Français à avoir jamais peint un tableau pour la basilique Saint-Pierre, preuve de la place de premier plan qu'il occupait alors dans le panorama de la peinture romaine. C'est au cours de ces mêmes années où il peignit la Messe de Saint-Basile que Subleyras réalisa ses tableaux les plus célèbres et les plus aboutis, notamment son Saint Camille de Lellis sauvant les malades lors de l'inondation du Tibre en 1598 (musée de Rome), considéré comme son chef-d'œuvre et l'un des tableaux majeurs du XVIIIe siècle. Mais, au faîte de sa gloire, Subleyras fut frappé par la maladie et malgré un voyage de repos à Naples en 1747, il s'éteignit à Rome le 28 mai 1749.

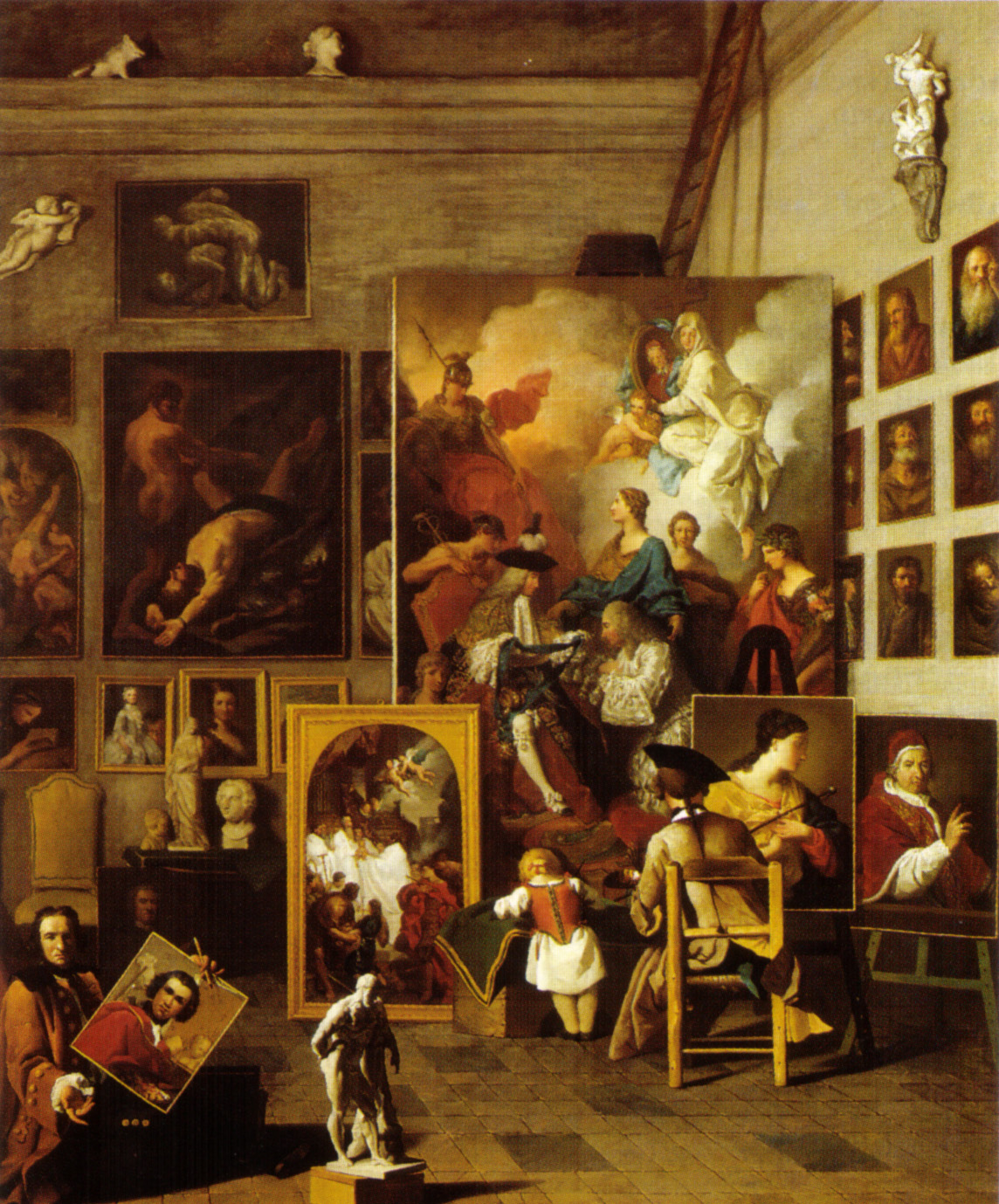
L'Atelier de l'artiste, années 1740, Vienne, Académie des Beaux-Arts. On reconnaît plusieurs des tableaux de Subleyras.

En tant que peintre d'histoire, Subleyras fut admiré pour la rigueur et la force de ses compositions et la noblesse de ses personnages, qui annoncent déjà le néo-classicisme. Également portraitiste exceptionnel, ses œuvres se caractérisent par une touche délicate et des coloris remarquables, extrêmement raffinés.
Bien qu'il fût avant tout peintre d'histoire, Subleyras ne négligea pas pour autant les autres genres picturaux, s'adonnant avec le même talent à la nature morte, à la scène de genre, à la peinture mythologiques et au nu. À sa mort, le jeune et ambitieux Pompeo Batoni prit sa place de chef de file de l'école romaine.
Figure majeure de la Rome du second quart du siècle, Pierre Subleyras influença bon nombre de peintres français pensionnaires de l’Académie de France qui séjournèrent dans cité éternelle lorsqu'il y était actif. Il eut entre autres comme élève le carpentrassien Joseph Siffred Duplessis, qui excella dans la peinture de portrait et devint le peintre officiel du roi Louis XVI. Son nom demeura célèbre durant la seconde moitié du XVIIIe siècle et ne sombra jamais totalement dans l'oubli. Aujourd'hui, grâce à plusieurs expositions et la publication de divers ouvrages sur son œuvre, il est à juste titre considéré comme l'un des principaux peintres de France et d'Italie du XVIIIe siècle.
L'un de ses deux fils, Luigi Subleyras (1743-1814), actif à Rome, poète, fut l'auteur entre autres des sonnets de Nella venuta in Roma di madama Le Comte e dei Signori Watelet, e Copette rinomatissimi letterati francesi (1764).

## Œuvres

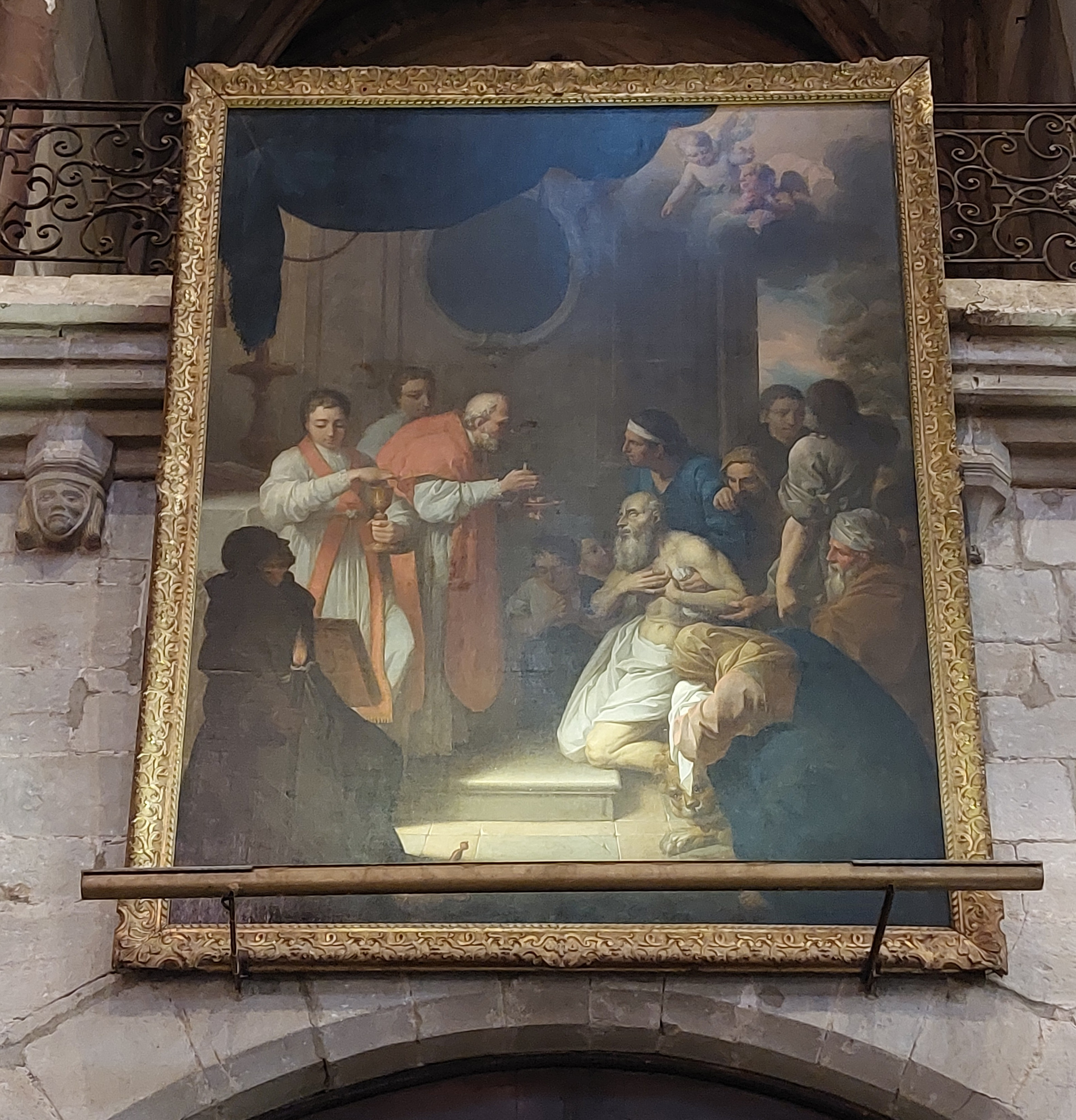
La Communion de saint Jérôme, Carcassonne, église Saint-Vincent.

- La Charité Romaine, vers 1720, huile sur toile, musée des Beaux-Arts de Narbonne.
- Adoration des mages, vers 1726, huile sur toile, Aix-en-Provence, musée Granet.
- L'Annonciation en présence d'ammantate, huile sur toile, Collection Motais de Narbonne[3].
- Portrait de Madame Poulhariez et de sa fille Anne, huile sur toile, musée des Beaux-Arts de Carcassonne.
- La Communion de saint Jérôme, église Saint-Vincent de Carcassonne[4].
- La Flagellation, Montauban, musée Ingres-Bourdelle[5].
- Charon passant les ombres, vers 1735, huile sur toile, 135 × 83 cm, Paris, musée du Louvre[6].
- Portrait de l'abbé Félice Ramelli, 1735, Turin, galerie Sabauda.
- Le Repas chez Simon, 1737, 215 × 679 cm, Paris, musée du Louvre[7].
- Nu de femme, vers 1732, Rome, galerie nationale d'Art ancien.
- Portrait du pape Benoît XIV, 1740-1741, 125 × 98 cm, Chantilly, musée Condé. Nombreuses répliques, dont l'une à Versailles au musée de l'Histoire de France.
- Saint Benoît ressuscite un enfant, vers 1744, huile sur toile, 50 × 32 cm, Paris, musée du Louvre[8].
- Saint Ambroise et Théodose, 1745, huile sur toile, Pérouse, Galerie nationale de l'Ombrie.
- Portrait de l'abbé Camillo Tacchetti, 1745, huile sur toile, Turin, galerie Sabauda. Interprété par le graveur Felice Polanzani.
- Le Bienheureux Jean d'Avila, vers 1746, 64 × 48,5 cm, Paris, musée du Louvre.
- San Camillo de Lellis sauvant les malades pendant l'inondation de l'hôpital du Saint-Esprit, 1746, Rome, palais Braschi.
- Autoportrait, après 1746, Huile sur toile, 125 × 99 cm, Académie des beaux-arts de Vienne[9].
- La Messe de saint Basile, vers 1747, 134 × 77 cm, Paris, musée du Louvre.
- L'Atelier du peintre, vers 1747-1749, huile sur toile, Vienne, Académie des Beaux-Arts[10].
- La Messe de saint Basile, vers 1746, huile sur toile, 133,5 × 80 cm, Saint-Pétersbourg, musée de l'Ermitage.
- Portrait de don Cesare Benvenuti (1669-1746) nommé abbé général de la congrégation des chanoines de Latran en 1740, 1742, 138 × 101 cm, Paris, musée du Louvre[11].
- Christ en croix entouré de la Madeleine, de saint Philippe Néri et de saint Eusèbe, 1744, Milan, pinacothèque de Brera.
- Saint Jérôme, 1739, Milan, pinacothèque de Brera.
- Études pour le martyre de saint Pierre, 1740, huile sur toile, Roanne, musée des Beaux-Arts et d'Archéologie Joseph-Déchelette.
- Deux personnages assis, sanguine sur papier, 15,9 × 21,4 cm, Beaux-Arts de Paris[12]. Ce dessin fait partie d'une série de onze études exécutées d'après un recueil d'Abraham Bloemaert, alors conservé à Rome mais aujourd'hui démembré et incomplet. La feuille de Bloemaert sur laquelle Subleyras s'est appuyé, représentant deux paysans, n'a pas été retrouvée[13].
- Le Bienheureux Bernard Tolomei intercédant auprès de Dieu afin de mettre un terme à la peste de 1348, pierre noire, rehauts de blanc sur papier bleu, 21,7 × 12,6 cm, Beaux-Arts de Paris[14]. Ce dessin se rattache à la commande confiée par l'ordre des Olivétains à Stefano Pozzi et Subleyras pour décorer l'église de la Conca à Pérouse. Il s'agit du projet que Subleyras soumit à ses commanditaires pour le tableau d'autel qui fut finalement confié à Stefano Pozzi (conservé à l'église Sainte-Françoise-Romaine à Rome). Subleyras réalisa Saint Benoît ressuscitant un enfant (1744, conservé dans l'église Sainte-Françoise-Romaine à Rome) et Saint Ambroise donnant l'absolution à l'empereur Théodose (1745, conservé dans la Galleria Nazionale dell'Umbria à Pérouse) pour deux autels de part et d'autre de la nef de l'église de la Conca[15].

Œuvres de Pierre Subleyras
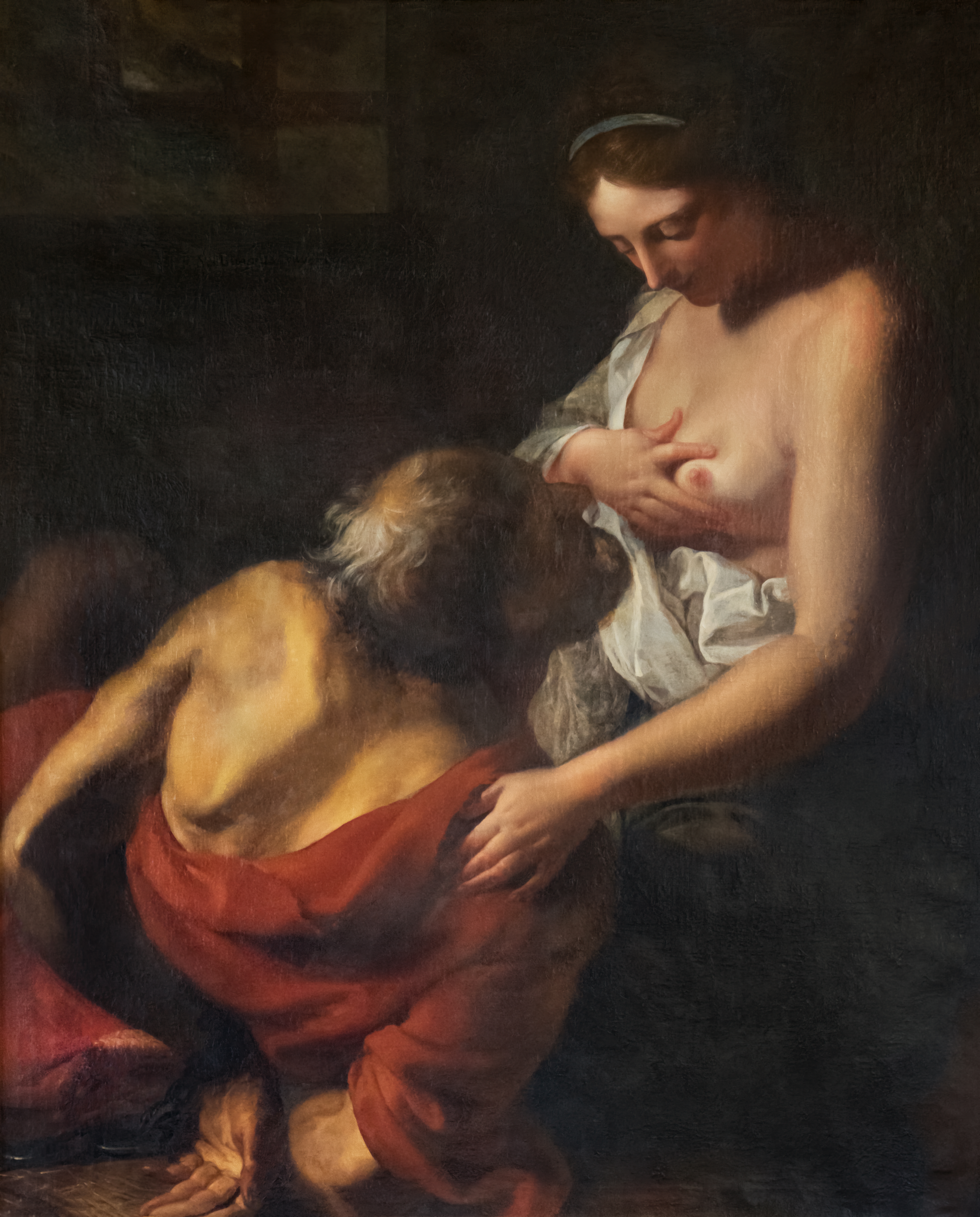
La charité romaine, vers 1720,  musée des Beaux-Arts de Narbonne.
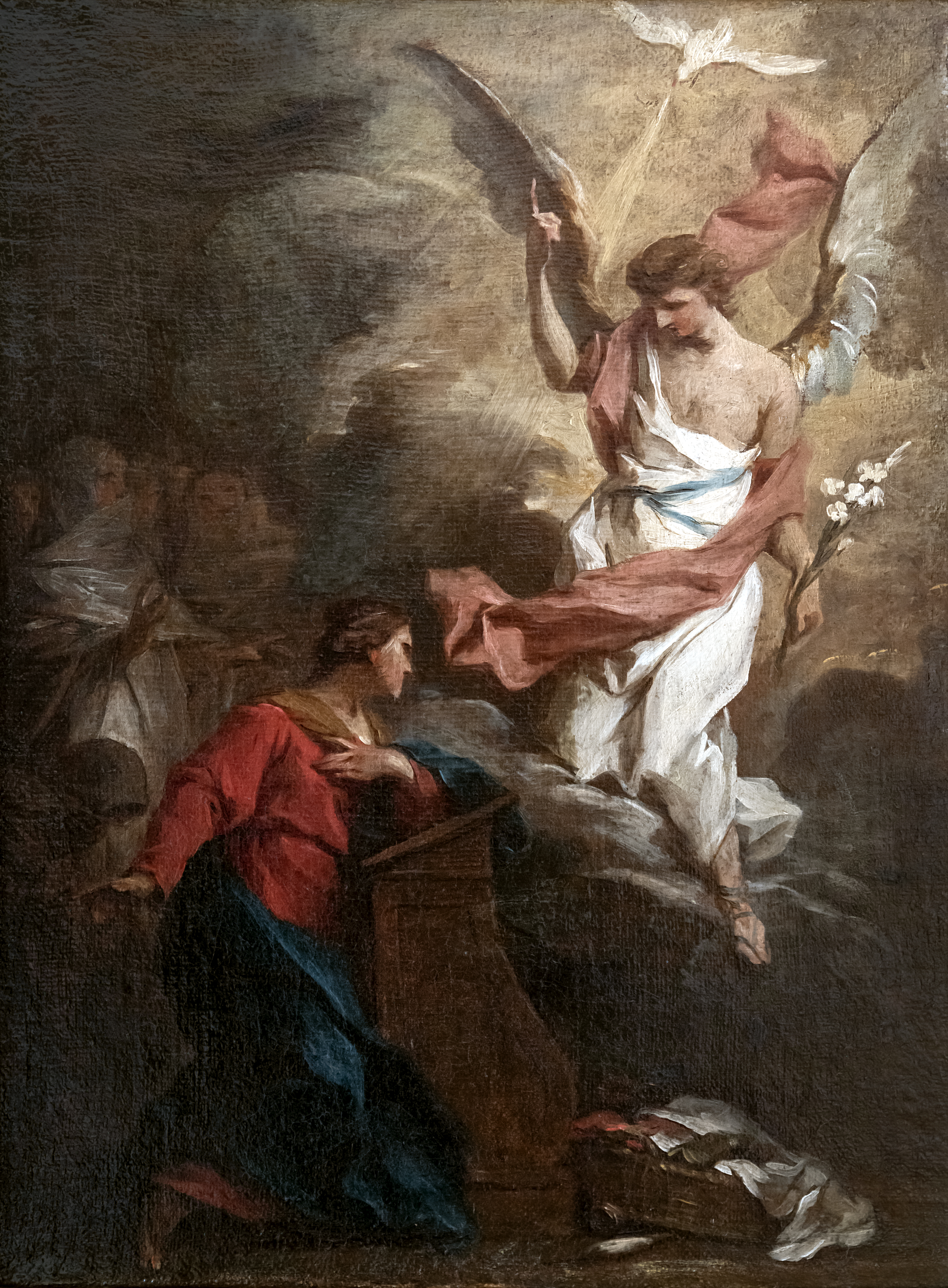
L'Annonciation en présence d'ammantate, 1726, huile sur toile,  Collection Motais de Narbonne.
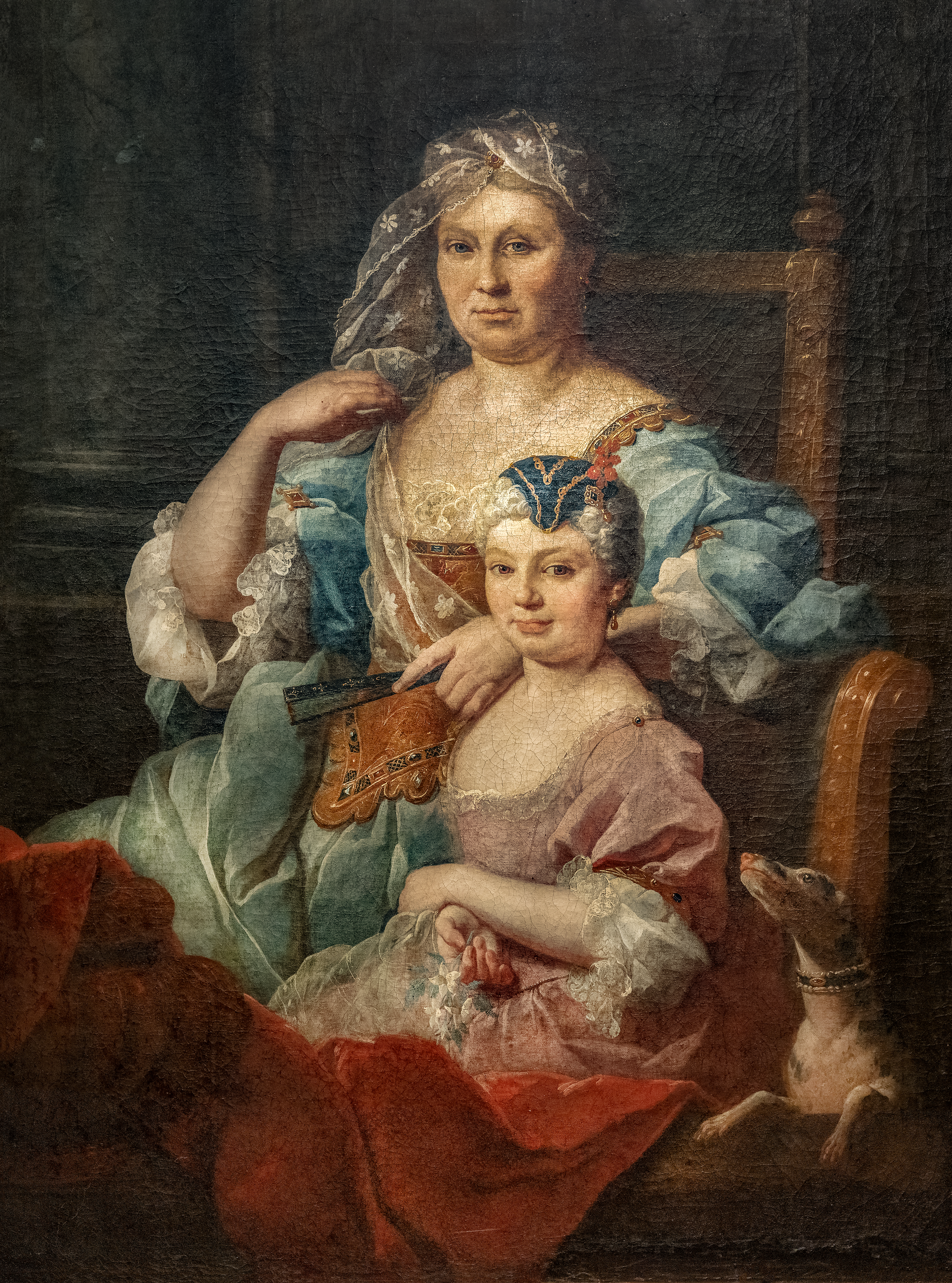
Portrait de Madame Poulhariez et de sa fille Anne, musée des Beaux-Arts de Carcassonne.
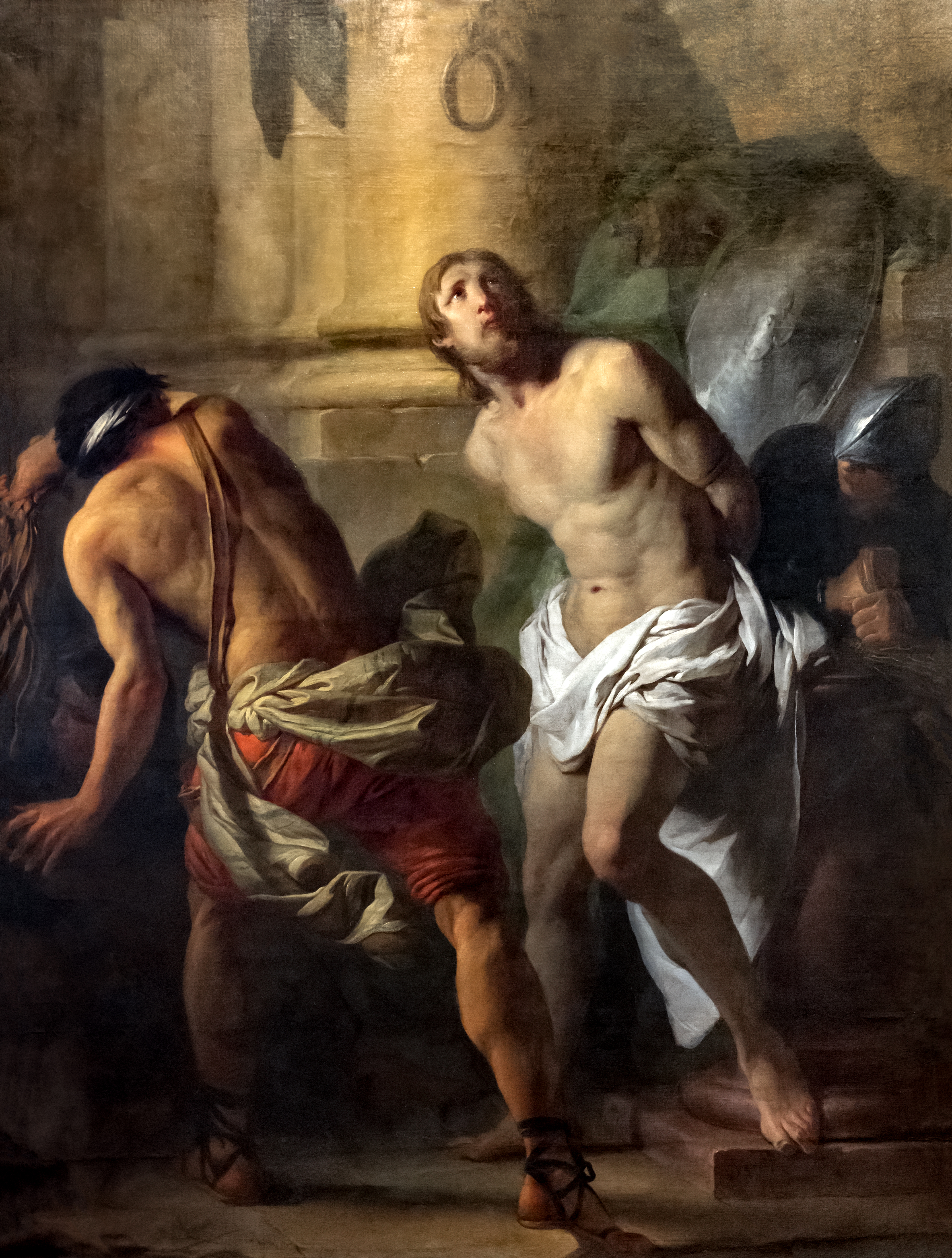
La Flagellation, huile sur toile, Montauban, musée Ingres-Bourdelle.
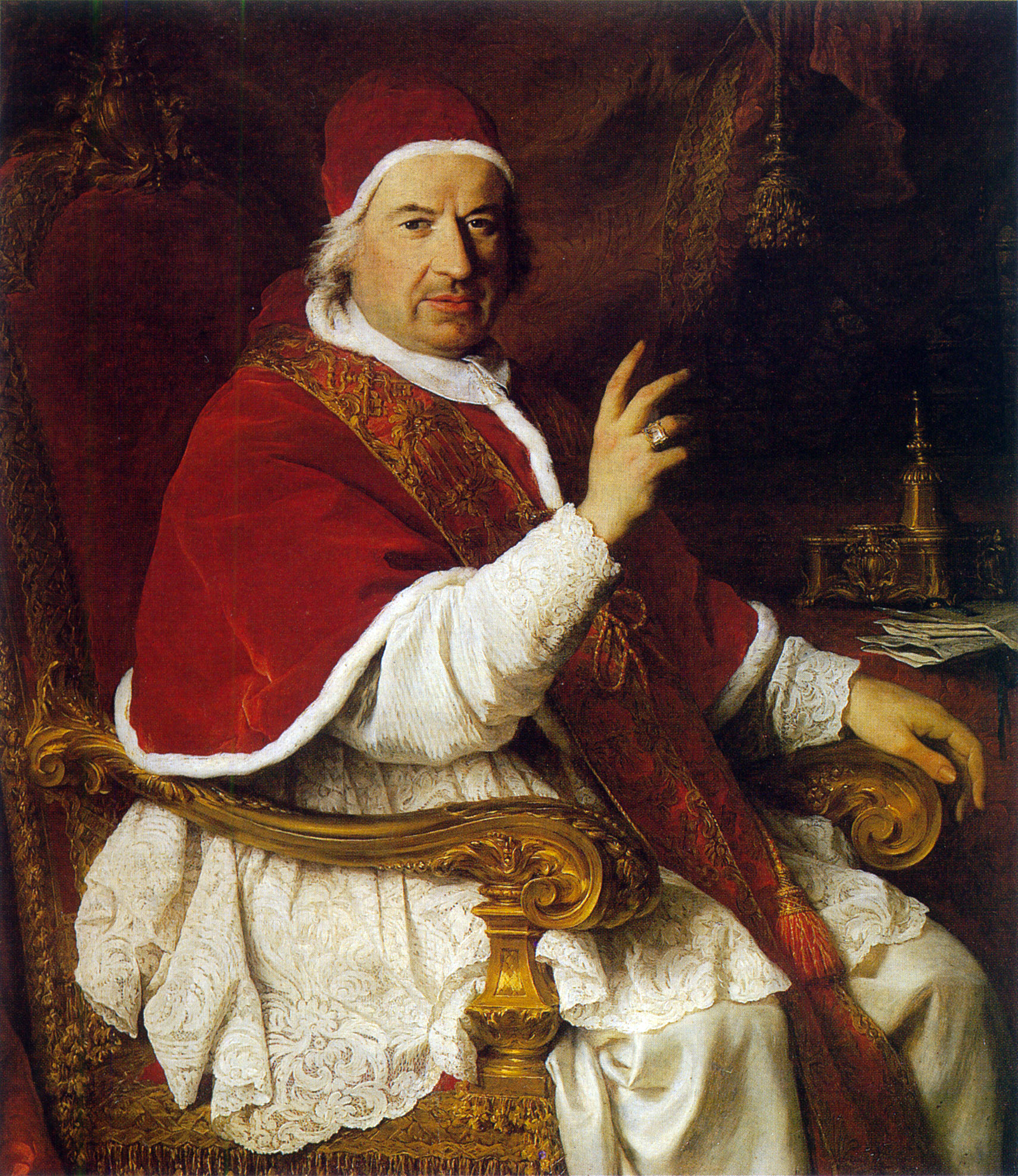
Portrait du pape Benoît XIV, vers 1740, Chantilly, musée Condé.
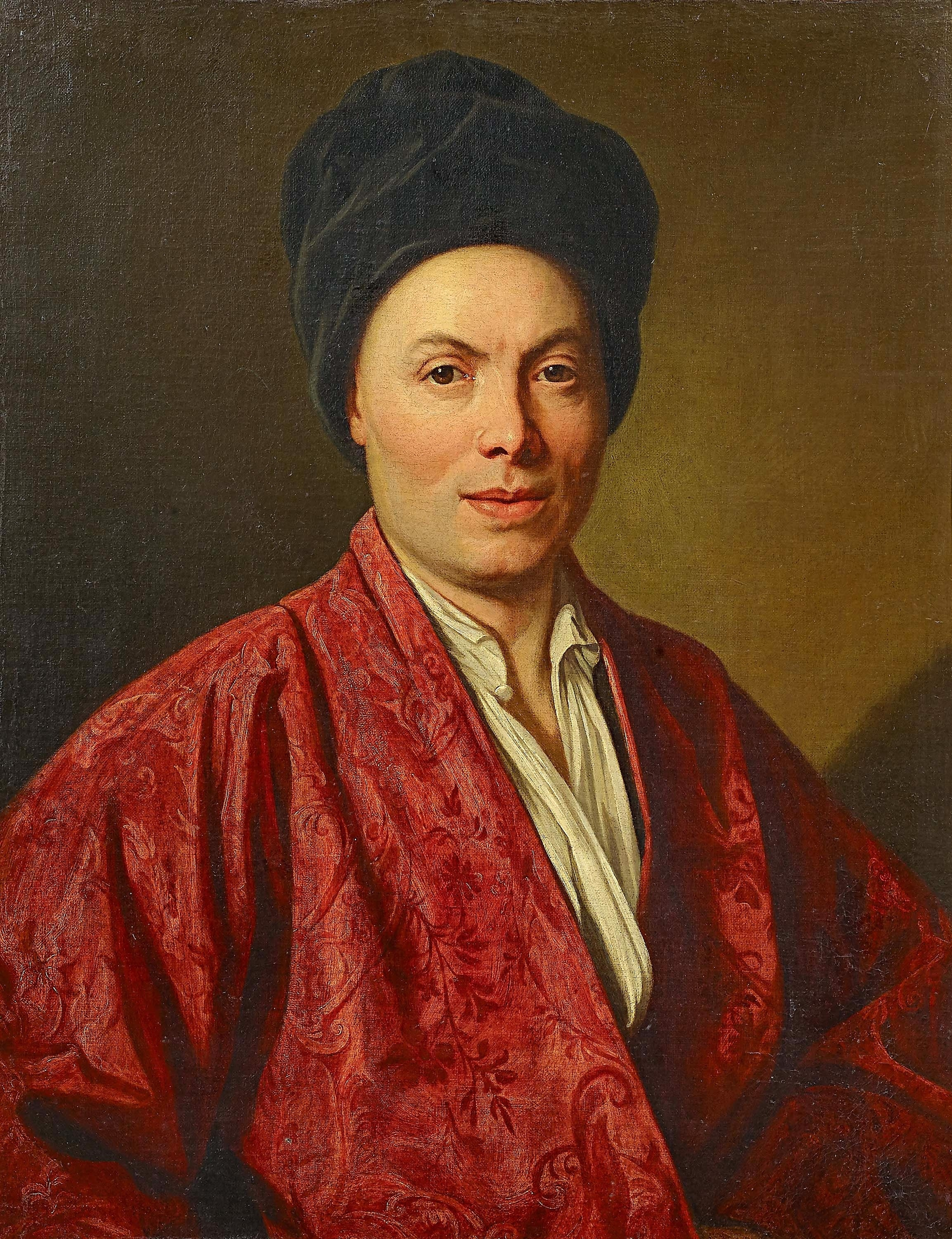
Portrait d'un artiste (Giovan Battista Della Valle ?) en costume oriental, vers 1740, Coll. privée, Berlin
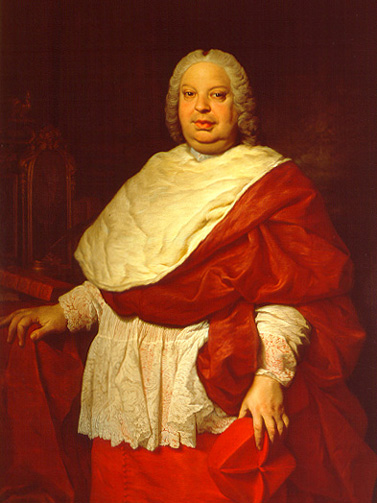
Portrait du cardinal Silvio Valenti-Gonzaga, vers 1740, huile sur toile, 128 × 98 cm, Rome, pinacothèque du Capitole.
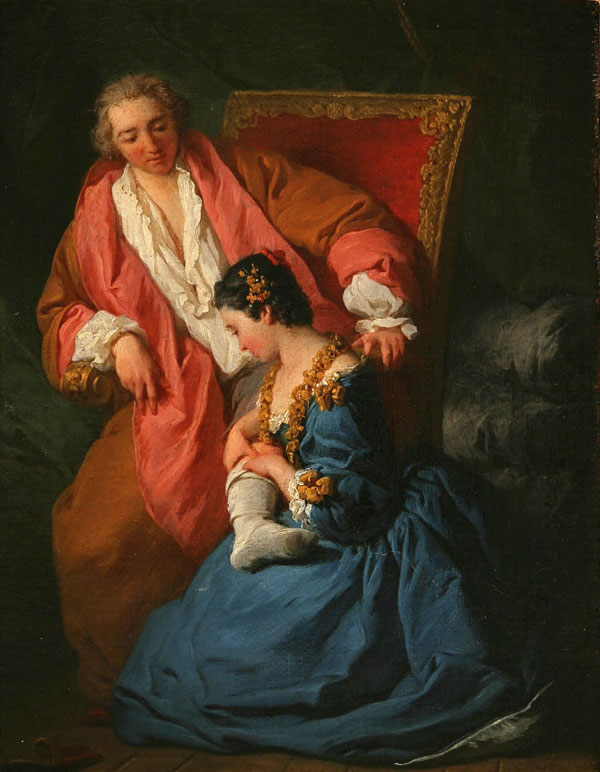
La Courtisane amoureuse, Paris, musée du Louvre.
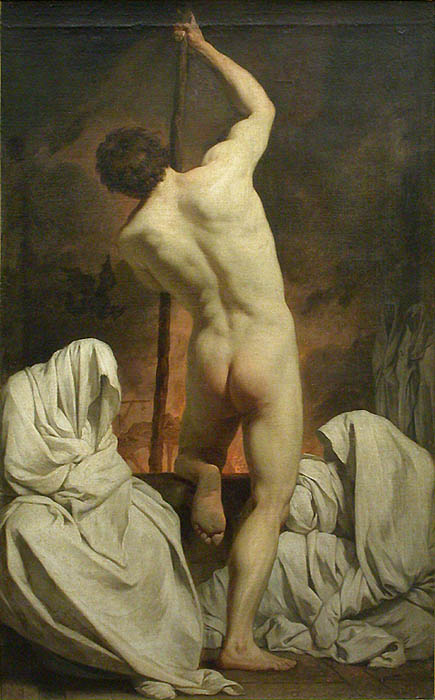
Charon passant les ombres, entre 1735 et 1744, Paris, musée du Louvre.
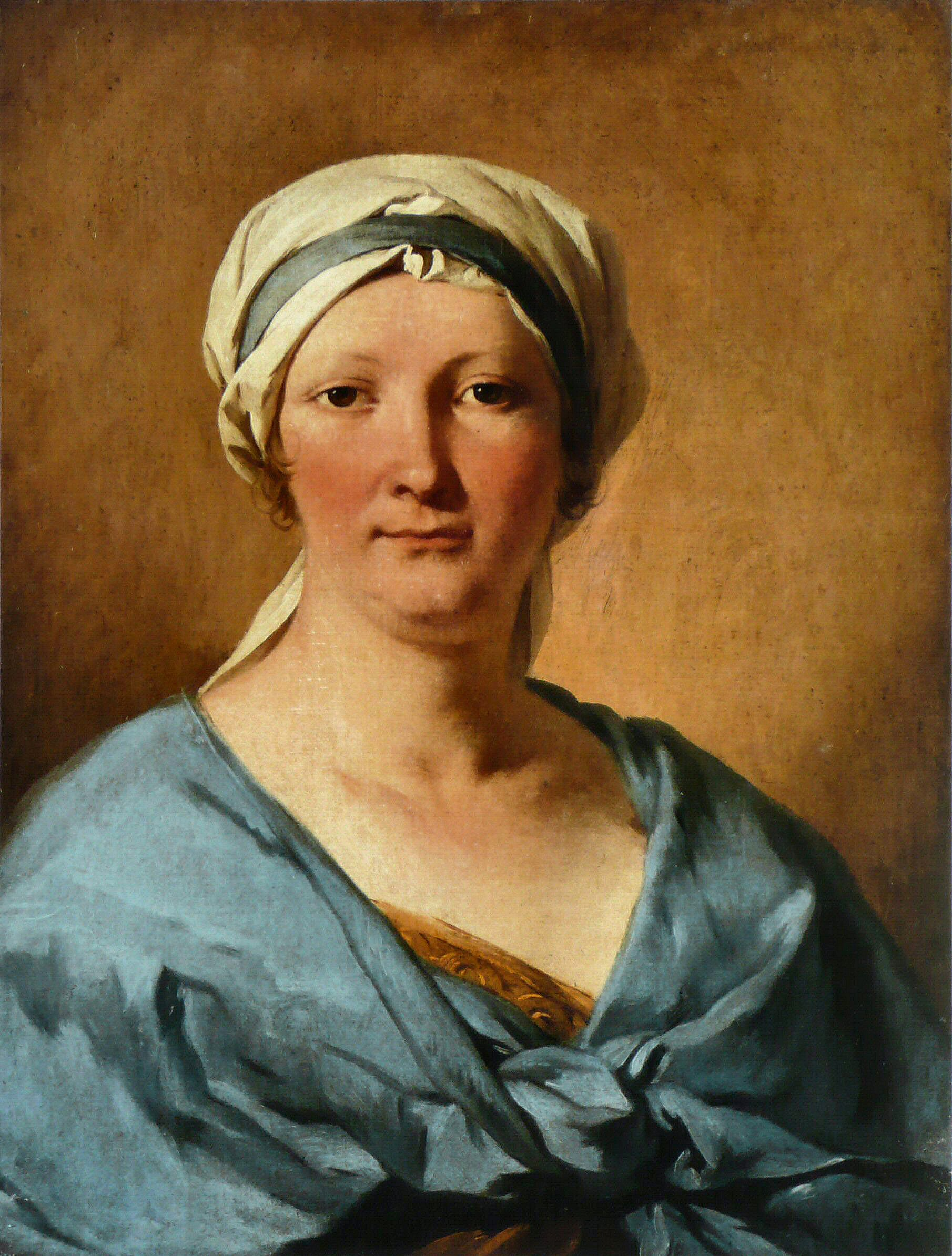
Une sibylle, dit portrait supposé de Madame Subleyras, vers 1740, huile sur toile, 63,6 × 49 cm, Berlin, Gemäldegalerie.
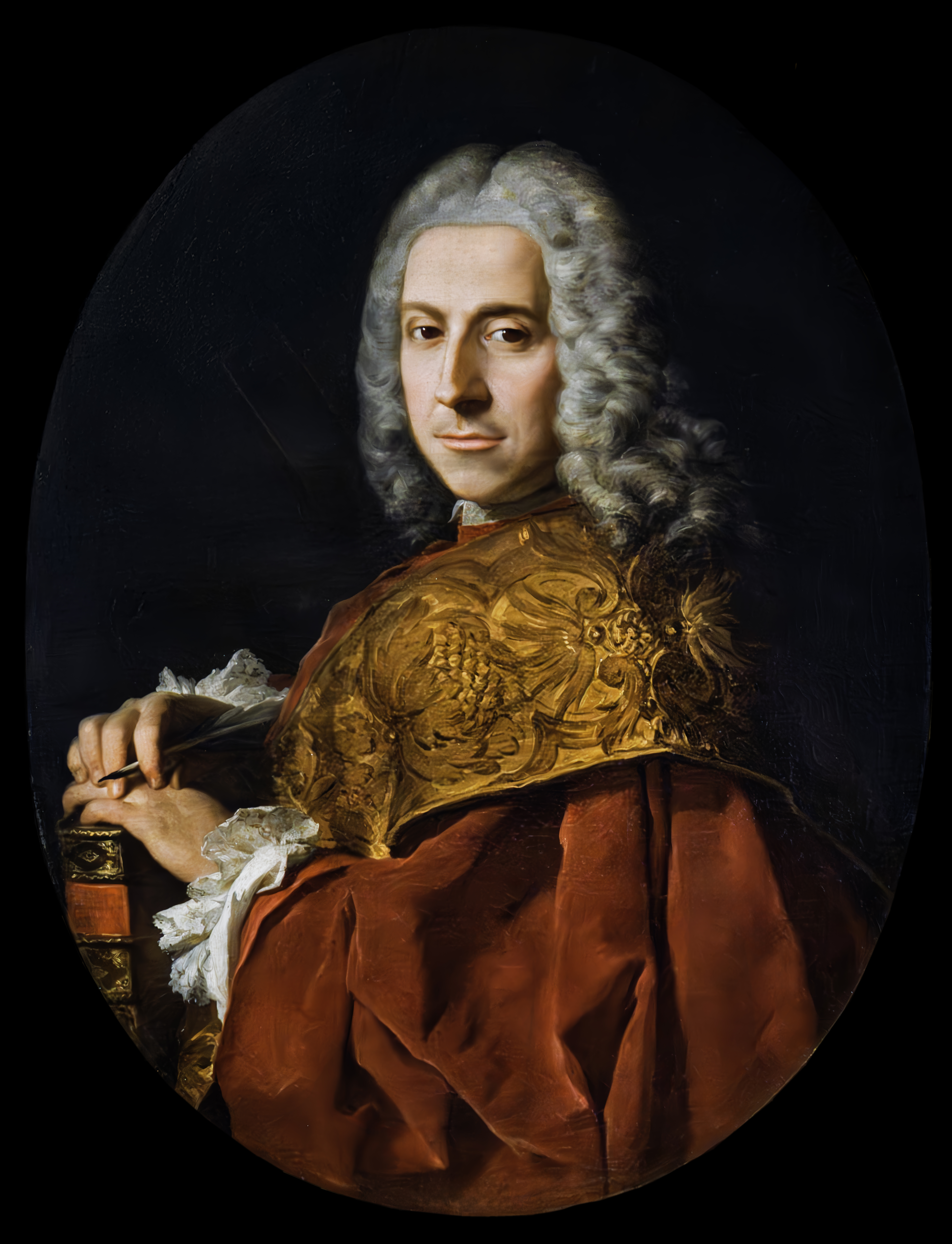
Portrait de Marco Foscarini vers 1740, huile sur toile, 88 × 68 cm, Ca'Rezzonico Venise.
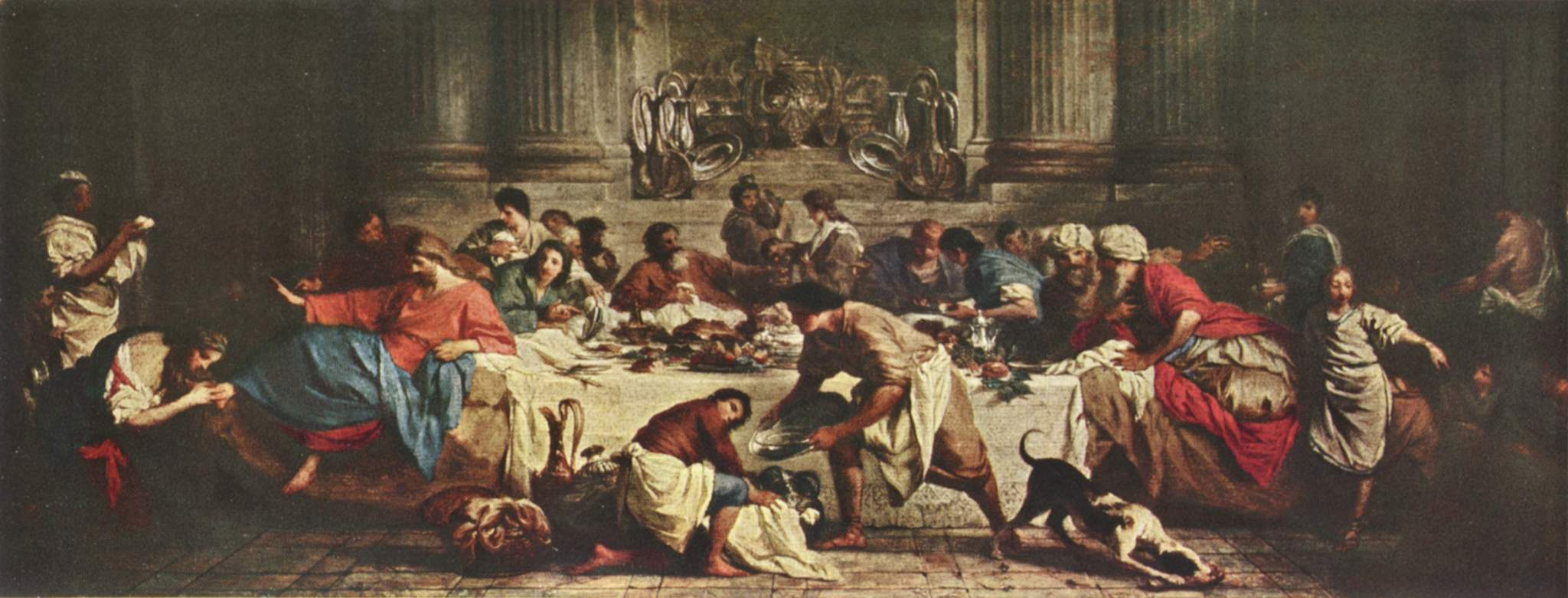
Banquet dans la maison de Simons, 1737, huile sur toile, 215 × 679 cm, Paris, musée du Louvre.